# Pella (Iowa)
Pour les articles homonymes, voir Pella.
Pella est une ville du comté de Marion, en Iowa, aux États-Unis.

## Géologie
La formation de Pella est une formation géologique datant du Carbonifère. Elle contient des conodontes, et des échinodermes.